# KY-68

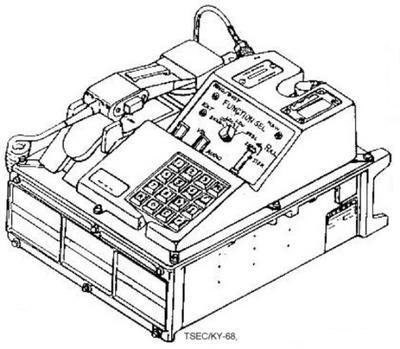
TSEC/KY68 Basic Unit

Das TSEC/KY-68, auch bekannt als Digital Subscriber Voice Terminal, ist ein widerstandsfähiges halb- und vollduplexfähiges Telefonsystem der US-Streitkräfte. In das Gerät ist ein Ver-/Entschlüsselungs-Modul zur sicheren Verbindung eingebaut. Das Gerät wurde in den späten 1970ern entwickelt und war von 1992 bis mindestens 2008 im Einsatz.
Es überträgt Sprache oder Daten mit einer Geschwindigkeit von 16 oder 32 kBit/s, wobei Sprache in ein digitales Signal umgewandelt wird. Das KY-68 kann an zivilen oder militärischen Vermittlungsstellen im verschlüsselten oder unverschlüsselten Modus betrieben werden. Alternativ hierzu gibt es die Möglichkeit der Direktverbindung, diese ist nur im verschlüsselten Modus möglich.
Obwohl es primär für verschlüsselte Verbindungen genutzt wird, kann das KY-68 auch Verbindungen zu einem unsicheren, digitalen Telefon (Digital Non-secure Voice Terminal, DNVT) aufbauen. Eine lokale Vermittlungsstelle warnt den Benutzer eines KY-68 mit einem Tonsignal, wenn eine Verbindung mit einem nicht-sicheren Telefon aufgebaut wird.
Das KY-68 wird an einer Übertragungsschnittstelle, typischerweise einem KYK-13 oder einem AN/CYZ-10, eingesetzt.
Eine fast identische Version aus einem leichteren Material existiert als Büroversion unter der Bezeichnung KY-78.
Die Telefone KY-68 und KY-78 sind beide zugelassen für den Nachrichtenaustausch von Informationen bis zur Einstufung SECRET, und trotz einer Kompromittierung in den frühen 1990er Jahren scheinen beide Versionen noch in Benutzung zu sein.

## Ähnliche Geräte
- KY-57
- KY-58